# 克拉拉·米尔希
克拉拉·米尔希（德語：Klara Milch，1891年5月24日—1970年7月13日），奥地利女子游泳运动员。她曾代表奥地利参加1912年夏季奥林匹克运动会游泳比赛，获得女子4×100米自由泳接力铜牌。